# Kamienica Stefanii Esse w Koninie
Kamienica Stefanii Esse – zabytkowa kamienica, znajdująca się na Starówce w Koninie.

## Historia
Kamienica została wybudowana w 1852 lub w 1859 roku i była wówczas jedną z największych tego typu budowli w mieście. W XX w. właścicielką obiektu była Stefania Esse – mieściły się w niej wtedy pensja żeńska oraz Sąd Ziemski, a w narożnym pokoju odbywały się m.in. lekcje śpiewu oraz koncerty kwartetu smyczkowego.
Od lat 80. i 90. XX w. budynek popada w ruinę. W niedzielę 29 lipca 2018 roku zawalił się dach, a zły stan techniczny kamienicy poskutkował zamknięciem części ulicy Staszica. Zarówno władze miejskie Konina, jak i właściciele ubiegali się o skreślenie jej z rejestru zabytków. Kamienica została wykreślona z rejestru zabytków 9 października 2024 roku. Wyburzanie kamienicy rozpoczęło się 28 marca 2025 roku, a prace zakończono 2 kwietnia. 